# Glenwood (Maine)
Pour les articles homonymes, voir Glenwood.
Glenwood est une ville située dans l’État américain du Maine, dans le comté d’Aroostook. 

## Géographie
|              |          | Haynesville |
| Silver Ridge | Glenwood |             |
| Macwahoc     | Reed     | Wytopitlock |